# Abadia de São Pedro
Abadia de São Pedro (em neerlandês: Sint-Pietersabdij) é uma antiga abadia beneditina em Gante, Bélgica, agora um museu e centro de exposições. Está localizado no Blandijnberg (o ponto mais alto da cidade), com 28 m de altura, ao longo do antigo curso do Escalda , também chamado de Muinkschelde (Monnikenschelde). A abadia foi originalmente chamada de Blandinium . Os edifícios da antiga abadia são atualmente usados pelo Kunsthal Sint-Pietersabdij e De Wereld van Kina e são administrados pelas Casas Históricas de Gante .

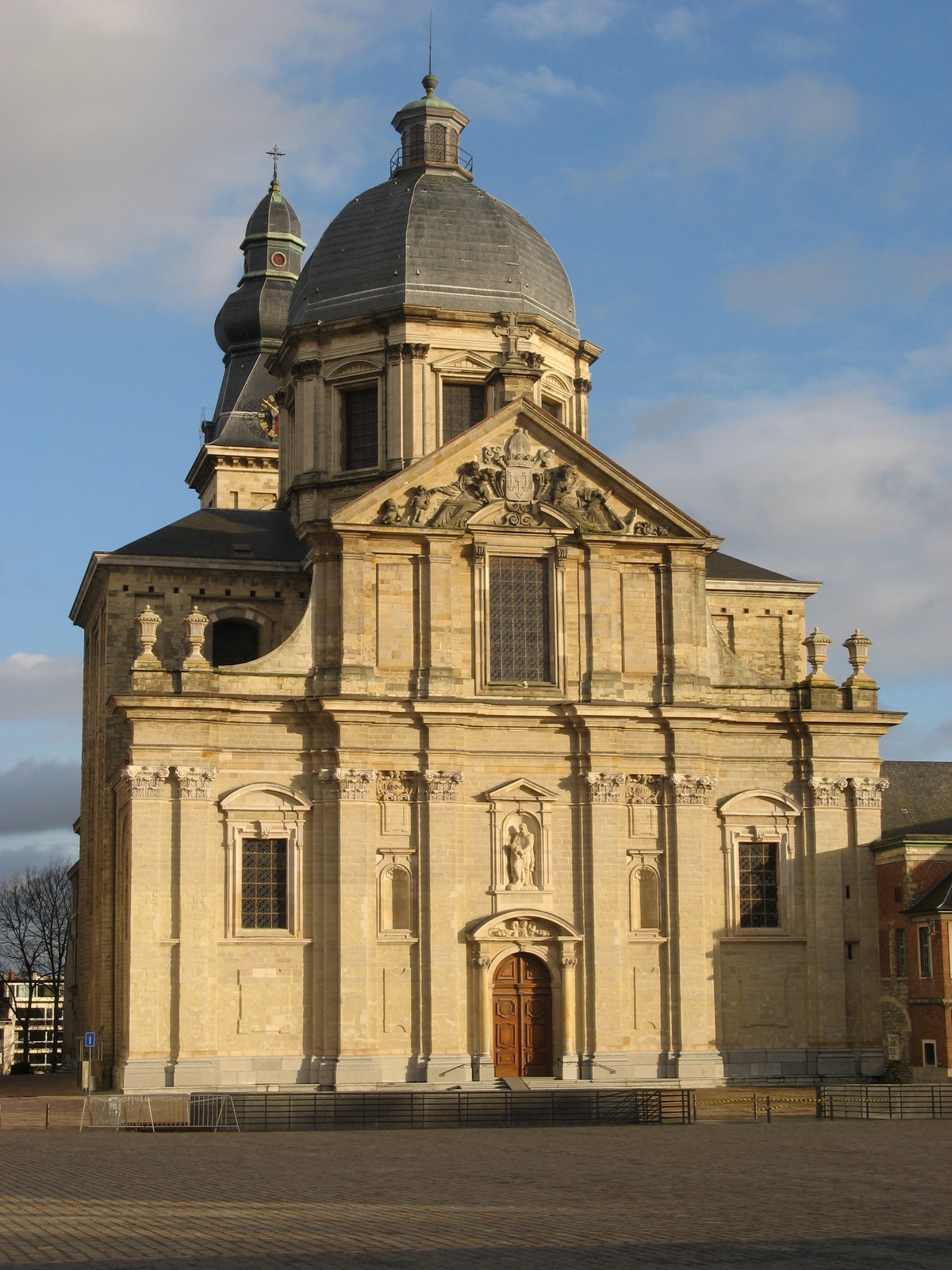
Igreja de Nossa Senhora de São Pedro

## Enterros
- Balduíno II, Marquês de Flandres
- Ælfthryth, Condessa de Flandres
- Arnulfo I, Conde de Flandres
- Adele de Vermandois
- Balduíno III, Conde de Flandres
- Arnulfo II, Conde de Flandres
- Rozala da Itália
- Ogive de Luxemburgo
- Godofredo I, Conde de Verdun
- Lu Zhengxiang

Isabel da Áustria foi sepultada em São Pedro desde a sua morte em 1526 até 1883, quando seus restos mortais foram transferidos para a Catedral de Odense para ficarem ao lado de seu marido Cristiano II da Dinamarca .  Também foram transferidos em 1883 os restos mortais de seu filho John, que morreu em 1532. 